# WELCOME BACK
『WELCOME BACK』（ウェルカム　バック）は、矢野顕子のアルバム。1989年4月21日発売。発売元はミディ。

## 概要
約1年間の育児休業を経て、復帰第1作となった作品。パット・メセニー（ギター）、ピーター・アースキン（ドラムス）、アンソニー・ジャクソン（ベース）ら、ジャズミュージシャンとのコラボレーションを展開しており、以前の作品に比べてジャズ色が強い仕上がりとなっている。

## 収録曲
1. “It's For You” （作詞・作曲：PAT METHENY・LYLE MAYS）
  - Pat Metheny & Lyle Maysの曲のカバー。原曲は『As Falls Wichita, So Falls Wichita Falls』収録。
  - 矢野はピアノとスキャットを担当。PAT METHENYはギター、ドラムスにPETER ERSKINE、ベースにCHARLIE HADENが参加。原曲よりテンポが早く、後半に行くにしたがってさらに上がっていく。
2. しんぱいなうんどうかい（Field Day） （作詞：糸井重里、作曲：矢野顕子）
3. みのりのあきですよ（Autumn Song） （作詞：糸井重里、作曲：矢野顕子）
4. 悩む人（A Worried Girl） （作詞・作曲：矢野顕子）
5. ほんとだね。（It Will Take A Long Time） （作詞・作曲：矢野顕子）
6. How Beautiful（作詞：仲畑貴志、作曲：矢野顕子） - ソニーのコマーシャルソング。
7. かぜのひきかた（How To Catch Cold） （作詞：辻征夫、作曲：矢野顕子）
  - 辻征夫の詩に曲をつけたもの。
8. "Hard Times Come Again No More"　（作詞・作曲：STEPHEN FOSTER）
9. Watching You（作詞：糸井重里・矢野顕子、作曲：矢野顕子） - 田村正和出演による大王製紙「エリエール」のコマーシャルソング。
  - 1990年にシングルカットされた『David』のカップリング曲となった。
10. "Little Girl, Giant Heart" （作詞・作曲：矢野顕子・窪田晴男）